# معركة درنة (2018)
معركة درنة هي إحدى معارك الحرب الأهلية الليبية الثانية، وقد نشبت في مطلع مايو 2018، ما بين ميليشيا الجيش العربي الليبي ومجلس شورى مجاهدي درنة.

## خلفية
بعد انتهاء معركة بنغازي وسيطرة قوات حفتر على كامل الشرق الليبي، لم يتبقى للجيش أي مدينة في المنطقة خارج سيطرته عدا مدينة درنة، وفي 25 مارس 2016، أطلق الجيش عملية عسكرية للسيطرة على المدينة، إذ فرض طوقًا على المدينة وحاصرها، لمقاتلة قوات مجلس شورى مجاهدي درنة. إلا أن العملية لم تستمر اثر تدخلات قبلية، ورغم ذلك فقد واصلت قوات الجيش تطويق المدينة، في انتظار الوصول إلى اتفاق مع قوات مجلس درنة اثر طردهم لداعش من المدينة. في 14 أبريل 2018، تداولت وسائل إعلامية نبأ أصدار رئيس الأركان العامة للجيش عبد الرزاق الناظوري أوامره ببدء معركة درنة للسيطرة عليها، وذلك بعد أسابيع من تداول أنباء عن تنسيق عسكري مصري وإشراف على معركة درنة. إلا أن آمر غرفة عمليات الجبل الأخضر -المسؤول عن العمليات العسكرية بالمدينة- نفى مسألة إطلاق أي عملية عسكرية. إلا أن تعزيزاتٍ كبيرة من قوات الجيش كانت قد أرسلت على مشارف المدينة.

## التسلسل الزمني

### مايو
في 3 مايو 2018، اندلعت اشتباكات عنيفة بالأسلحة الثقيلة ما بين قوات حفتر ومجلس شورى مجاهدي المدينة في منطقتي الظهر الحمر والحيلة، جنوب درنة. في مساء اليوم التالي، أعلن الجيش عن تحرك القوات الخاصة الليبية نحو درنة وعلى رأسهم آمر قوات الصاعقة اللواء ونيس بوخمادة، لمشاركة وحداته المتمركزة على تخوم المدينة، حرب «تحريرها من المتطرفين». فيما توقفت الاشتباكات بعد يومين. في صباح 7 مايو، طلبت غرفة عمليات الجبل الأخضر العسكرية من أهالي درنة الابتعاد تمركزات عناصر مجلس شورى مجاهدي درنة. وقد كانت قوات الجيش آنذاك بحسب أخبار تداولتها الصحف المحلية قد سيطرت على مناطق مرتوبة، والفتائح، وعين مارة، والظهر الحمر، والساحل، والحيلة والنوار، بالإضافة لمصنعي المكرونة والدقيق.
في مساء ذات اليوم، وأثناء حفل تخريج الدفعة 51 لقوات الجيش، أعلن القائد العام للقوات المسلحة الليبية عن بدء عمليات «تحرير درنة من الإراهبيين». في اليوم التالي، أعلن مجلس مجاهدي درنة استعادته لكافة المناطق التي سيطرت عليها قوات الجيش بدرنة. فيما أغلقت قوات الجيش الطريق الشرقي للمدينة الرابط مع بلدة مرتوبة. في 24 مايو، طلب عضو المجلس الرئاسي محمد العماري، من سفيرة الاتحاد الأوروبي بليبيا، التنسيق مع المجتمع الدولي لفك الحصار عن المدينة ووقف التحشيد العسكري. في 15 مايو، نفذت قوات الجيش هجومًا كثيفًا على مواقع قوة حماية درنة استخدمت فيه المدفعية والطيران الحربي، أعلنت غرفة عمليات عمر المختار على اثرها سيطرتها على كل من الحيلة والظهر الحمر ومنازل بوربيحة. فيما ذكرت بوابة الوسط أن اشتباكات ذاك اليوم قد خلفت 7 قتلى و7 جرحى، من جانب مقاتلي قوة درنة.

## الخسائر
في 4 مايو 2018، ذكرت تقارير إعلامية بأن الاشتباكات العنيفة التي دارت على تخوم المدينة قد أدت إلى سقوط 7 قتلى و6 جرحى من عناصر الجيش.
وفي 6 مايو، أعلن عن مجلس درنة مقتل أحد عناصره والمسمى «صالح علي محمد الماجري» اثر قصفٍ جوي على مناطق الظهر الحمر والحيلة. في اليوم التالي، قتل عنصر وجرح 4 آخرون من مجلس مجاهدي درنة، فيما أعلنت قوات حفتر عن مقتل 5 من جنوده، اثر اشتباكات بالمحور الجنوبي للمدينة. في 10 مايو، أفادت تقارير إعلامية بأن عنصرين من عناصر مجلس مجاهدي درنة قد تعرضا لإصابات خطرة نتيجة للاشتباكات المتواصلة جنوب المدينة.
تم اعتقال العقيد يحيى الأسطى عم في درنة في يونيو 2018 من قبل قوات حفتر، وقد انتهى الأمر باختطاف عائلته، الأمر الذي دعاه إلى تسليم نفسه لقاء الإفراج عن النساء والأطفال. فيما نسبه المقتحمون إلى تنظيم القاعدة.